# Чёрное (озеро на российско-латвийской границе)
Чёрное (латыш. Čornojes, Černoja, Zaleskoje) — проточное озеро в лесной болотистой местности на российско-латвийской границе. Относится к бассейну Синей (Зилупе).
Площадь водной поверхности — 24,4 га (0,244 км²), из которых 16,1 га принадлежат России. Наибольшая глубина — 4 м, средняя — 1,9 м. Площадь водосборного бассейна — 4,41 км². Уровень уреза воды находится на высоте 116,2 м над уровнем моря. Латвийская часть озера относится к Бригской волости Лудзенского края, российская — к поселениям Себежское и Сосновый Бор Себежского района Псковской области. Дно илистое. Около 10 % поверхности подвержено зарастанию, есть сплавины.
С юго-западной стороны из озера вытекает ручей Чёрный, соединяющий его с озёрами Батово, Луканец и Заситинское (которое через протоку сообщается с Иссой). С северной стороны к озеру подведена прокопанная по российско-латвийской границе позднее 1973 года мелиоративная канава, соединяющая Чёрное с Перновкой (правым притоком Синей).
Чёрное относится к плотвично-окунёвому ихтиологическому типу озёр; из обитающих в нём рыб наиболее многочисленны следующие виды: щука, плотва, окунь, карась, ёрш, вьюн.
Ближайшим к озеру населённым пунктом со стороны России является деревня Могили, располагающаяся в 1,5 км южнее. В Латвии ближе всего к озеру находятся населённые пункты Ополи и Чернова.